# メディ・ヌリシラジ
メディ・ヌリシラジ（Nouri Shirazi Mehdi）は、日本の情報科学者・制御/システム工学者。大阪工業大学情報科学部コンピュータ科学科（現：情報知能学科）元教授。工学修士（カリフォルニア大学UCLA）・工学博士（京都大学）。元郵政省通信総合研究所（現：情報通信研究機構, NICT）主任研究官。
専門は、知能情報学・計算機科学・制御/システム工学、生命情報科学・神経科学（特にニューロコンピュータ/ニューラルネットワーク）。

## 略歴
カリフォルニア大学ロサンゼルス校(UCLA)大学院修士課程修了。1986年京都大学大学院工学研究科電気通信学専攻博士課程修了、工学博士（京都大学）。郵政省通信総合研究所主任研究官などを経て、1993年京都大学大学院工学研究科講師。1996年大阪工業大学情報科学部情報処理学科助教授。2000年同学科教授。2002年同学部情報科学科教授。2007年同学部コンピュータ科学科（現：情報知能学科）教授。2015年大阪工業大学退官。
大阪工業大学において20年近くの長きに渡り教鞭を執り、特に1996年新設の情報科学部で初期の計算機科学・生命情報科学・神経科学（特にニューロコンピュータ/ニューラルネットワーク）の研究・育成および国際電気通信基礎技術研究所(ATR)・情報通信研究機構(NICT)との研究連携に貢献した。
主な所属学会は、北米神経科学学会(SfN)、情報処理学会、システム制御情報学会、医用画像情報学会、電子情報通信学会。
主な受賞は、システム制御情報学会・椹木記念奨励賞(1985)、医用画像情報学会内田論文賞(2014)。

## 主な研究
- 知覚機構モデルに基づく知的情報処理の研究開発[3] - 通信総合研究所関西支所知覚機構研究室（現：国際電気通信基礎技術研究所, ATR）との共同研究
- 有線皮質の抑制性細胞の方位選択性計算モデルの神経回路によるインプリメンテーション
- HH-modelニューロン・スパイキングネットワークによる有線皮質内抑制性細胞の方位選択性の実現
- 階層的MRFモデルを用いたマルチスペクトル画像の駆動型セグメンテーション[4] - 九州工業大学との共同研究
- MRFモデルを用いたロバストなテクスチャ画像セグメンテーションとそのニューラルネットワークでの実現  - 郵政省通信総合研究所（現：情報通信研究機構, NICT）との共同研究
- R-centipedeモデルを用いたトモグラフィー電子顕微鏡像からの輪郭抽出の高速化手法[5]